# Neodohrniphora calverti
Neodohrniphora calverti är en tvåvingeart som beskrevs av Malloch 1914. Neodohrniphora calverti ingår i släktet Neodohrniphora och familjen puckelflugor. Inga underarter finns listade i Catalogue of Life.